# Samuel Prideaux Tregelles
Samuel Prideaux Tregelles (Falmouth, 30 gennaio 1813 – Plymouth, 24 aprile 1875) è stato un teologo e filologo britannico.

## Biografia
Tregelles nacque a Wodehouse Place, Falmouth, da genitori quaccheri, ma appartenne per molti anni alla Fratellanza di Plymouth, anche se verso la fine della sua vita divenne presbiteriano o forse anglicano.
Dopo aver frequentato la Falmouth classical school dal 1825 al 1828, Tregelles lavorò alle acciaierie di Neath Abbey, Glamorgan, dedicando il proprio tempo libero allo studio del greco, dell'ebraico, dell'aramaico e del gallese. Il suo interesse nel gallese derivò dal suo desiderio di diffondere il vangelo, e in particolare di combattere l'influenza dell'ateismo, del Cattolicesimo e del Mormonismo in Galles. Divenne insegnante privato a Falmouth, e infine si dedicò agli studi accademici fino al 1870, quando fu colpito da una paralisi. Nel 1850 ricevette una laurea in legge alla St. Andrews e una pensione pubblica di £200 nel 1862.

## Critica biblica
Avendo scoperto che il textus receptus (il testo greco alla base delle traduzioni del Nuovo Testamento diffuse in quel periodo) non era basato sui manoscritti più antichi, Tregelles decise di pubblicare una nuova versione del testo greco del Nuovo Testamento che fosse basata sui manoscritti più antichi e sulle citazioni dei primi Padri della Chiesa. Nel far ciò, Tregelles rimase all'oscuro per anni del fatto che il suo lavoro duplicava quello del filologo e critico testuale tedesco Karl Lachmann.
In ambito accademico Tregelles divenne noto grazie al suo Book of Revelation in Greek Edited from Ancient Authorities (1844), che conteneva l'annuncio della sua intenzione di preparare il Nuovo Testamento in greco. Nel 1845 si recò a Roma per collazionare il Codex Vaticanus; sebbene ciò gli fosse impedito, riuscì a raccogliere diverse lezioni importanti. Da Roma si recò a Firenze, poi Modena, Venezia, Monaco e Basilea, leggendo e collazionando manoscritti. Tornò in Inghilterra nel novembre 1846, continuando a collazionare manoscritti del British Museum. Visitò anche Parigi, Amburgo, Berlino (dove incontrò Lachman) e Lipsia (dove collaborò con Konstantin von Tischendorf), Dresda, Wolfenbüttel e Utrecht.
La maggior parte dei suoi numerosi articoli facevano riferimento alla sua grande edizione critica del Nuovo Testamento, pubblicata tra il 1857 e il 1872. Tra questi vi sono Account of the Printed Text of the Greek New Testament (1854), una nuova edizione della Introduction di  T.H. Horne(1860), e Canon Muratorianus: Earliest Catalogue of Books of the New Testament (1868). Tregelles divenne membro del comitato inglese di revisione, incaricato di preparare la traduzione della Bibbia nota come Revised Edition, il Nuovo Testamento della quale fu pubblicato sei anni dopo la morte di Tregelles.
Scrisse anche Heads of Hebrew Grammar (1852), tradusse dal latino l'Hebrew Lexicon di Gesenius(1846, 1857), e fu l'autore di un breve lavoro sul Giansenismo (1851).